# Leocrates wesenberglundae
Leocrates wesenberglundae är en ringmaskart som beskrevs av Pettibone 1970. Leocrates wesenberglundae ingår i släktet Leocrates och familjen Hesionidae. Inga underarter finns listade i Catalogue of Life.